# Kacper Garnczarek
Kacper Garnczarek (ur. 27 grudnia 2002 w Katowicach) – polski gimnastyk, 4-krotny mistrz Polski, 5-krotny finalista Pucharu świata, reprezentant Polski na Mistrzostwach świata (2023) oraz Mistrzostwach Europy (2021, 2023, 2024, 2025).

## Życie prywatne
Urodził się 27 grudnia 2002 roku w Katowicach, w woj. śląskim.
W 2022 roku, rozpoczął studia na Uniwersytecie Stanu Pensylwania w Stanach Zjednoczonych.

## Kariera
Garnczarek rozpoczął swoją przygodę z gimnastyką sportową w wieku 4 lat.
Reprezentował Polskę na Mistrzostwach świata w 2023 roku w Antwerpii, podczas których zajął 80. miejsce w wieloboju indywidualnym.
Startował również w czterech edycjach Mistrzostw Europy. W 2021 roku zajął 60. miejsce w wieloboju, w 2023 roku był 44., w 2024 uplasował się na 42. lokacie, natomiast jego największym sukcesem było 21. miejsce w finale wieloboju indywidualnego oraz 11. miejsce w pierwszym w historii finale drużyn mieszanych (wraz z Marią Drobniak) w 2025 roku.
Jest również wielokrotnym finalistą zawodów Pucharu świata (5. miejsce na poręczach w Koprze w 2024 i 2025; 6. miejsce w ćwiczeniach wolnych, 7. na drążku i 6. na poręczach w Cottbus w 2025).
Zdobył tytuł mistrza Polski w wieloboju indywidualnym (ex aequo z Filipem Sasnalem) w Krakowie w 2022 roku. Dwa lata później, zdobył złoty medal z kadrą KS AZS AWF Katowice oraz zajął pierwsze miejsce w wieloboju indywidualnym podczas Drużynowych Mistrzostw Polski w Zabrzu.